# Єлизавета Бурбон-Вандомська
Єлизавета де Бурбон (фр. Élisabeth de Bourbon; 16 серпня 1614 — 19 травня 1664) — мадемуазель де Вандом, донька герцога Сезара де Вандом та принцеси Франсуази Лотаринзької, дружина герцога Немурського Карла Амадея.

## Біографія
Народилась 16 серпня 1614 року у Парижі, за чотири роки після смерті свого діда, короля Франції та Наварри Генріха IV. Була другою дитиною та єдиною донькою в родині герцога де Вандома Сезара та його дружини Франсуази Лотаринзької. Мала старшого брата Луї та молодшого — Франсуа де Бофор
Батько через придворні інтриги та участь у змові Шале проти кардинала Рішельє був у 1626—1629 роках ув'язнений у Венсенському замку, а після звільнення — виїхав до Голландії і повернувся лише у 1632 році. Згодом був висланий до Англії і повернувся лише після смерті Рішельє. Матір була відома благочестям та вправним господарюванням на своїх землях. До шлюбу була найбагатшою нареченою свого часу.

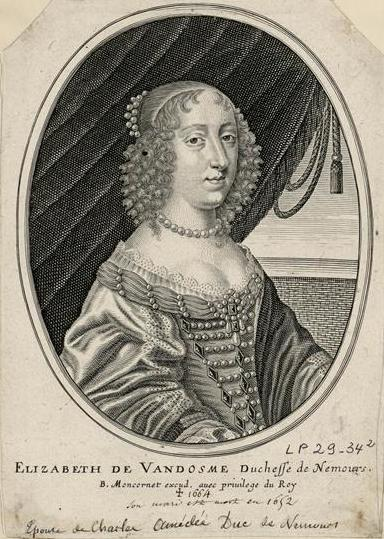
Єлизавета на гравюрі Жана Фросне

У віці 28 років Єлизавета була видана в шлюб з 18-річним герцогом Немурським Карлом Амадеєм. Весілля відбулося 11 липня 1643 у Луврі. За два місяці після цього молодший брат Єлизавети був ув'язнений у Венсенському замку через участь у змові проти кардинала Мазаріні, звідки втік лише через п'ять років.
У шлюбі народила шестеро дітей, з яких живими народилися п'ятеро.
У липні 1652 року її брат Франсуа вбив її чоловіка Карла Амадея на дуелі. Опіку над неповнолітніми дітьми отримав брат чоловіка, Генріх, який став наступним герцогом Немурським. Вихованням доньок займалася сама із допомогою матері.
Померла 19 травня 1664 року у Парижі. Була похована у Фобур Сент-Антуані.

## Родина
Чоловік — Карл Амадей
Діти:
- Марія Джованна (1644—1724) — дружина герцога Савойського Карла Емануїла II, мала єдиного сина;
- Марія Франциска (1646—1683) —королева-консорт Португалії, була двічі одружена, мала єдину доньку від другого шлюбу;
- Жозеф (нар. та пом. 1649) — помер немовлям;
- Франциск (10 березня—12 грудня 1650) — прожив 9 місяців;
- Карл Амадей (26 лютого—10 березня 1651) — прожив 2 тижні.